# BLS RBDe 566 I
De RBDe 566 I oorspronkelijk RBDe 4/4 is een elektrisch treinstel bestemd voor het regionaal personenvervoer van de Regionalverkehr Mittelland (RM), sinds 2006 onderdeel van de BLS.

## Geschiedenis
Het treinstel RABDe 4/4 werd gebouwd voor de EBT-groep. In 1991/92 werd de eerste klas verwijderd en van UIC nummers voorzien. Na fusie van de ETB-groep tot Regionalverkehr Mittelland (RM) werd deze treinen vernummerd om een sluitende reeks te krijgen. In 2006 werd deze serie treinen ondergebracht bij de BLS AG.

## Constructie en Techniek
Het trenstel bestaande uit een motorwagen, een stuurstand rijtuig van hetzelfde model aangevuld met een of meer tussen rijtuigen bestemd voor regionaal personenvervoer van de BLS.
De treinen van de BLS groep zijn als volgt genummerd:
| serie                             | levering | EBT     | VHB | SMB | nummers                                                                                        | nummers na ombouw   |
| --------------------------------- | -------- | ------- | --- | --- | ---------------------------------------------------------------------------------------------- | ------------------- |
| motorwagen RBDe 4/4 I             | 1973-74  | 221-226 | 261 | 281 |                                                                                                |                     |
| motorwagen RBDe 566 I             |          | 221-227 | 261 | 281 | 230-242 ex 230, 231, 232, 233, 227, 228, 229, 262-265, 282, 283 in deze volgorde               | 94 85 7 566 220-227 |
| stuurstandrijtuig Bt              |          | 321-326 | 361 | 381 |                                                                                                |                     |
| tussenrijtuigen B                 | 1977     | 505-508 | 555 |     |                                                                                                |                     |
| vanaf 2002: RBDe 566 I            |          | 221-226 | 220 | 227 |                                                                                                |                     |
| vanaf 2002: stuurstandrijtuig ABt |          |         |     |     | 50 38 38-33 921-926, 961, 981, 921-926,920,927 in deze volgorde                                |                     |
| vanaf 2002: tussenrijtuigen B     |          |         |     |     | 50 38 29-34 505-508 555-558                                                                    |                     |
| vanaf 2002: tussenrijtuigen AB    |          |         |     |     | 50 38 38-34 409, 410, 459 (459 werd SR 89-34 803) De AB was oorspronkelijk B (AB 409 ex B 509) |                     |
| vanaf 2002: tussenrijtuigen ABt   |          |         |     |     | 50 38 38-33 952 vanaf 2002 29-33 991 (was als Bt gepland)                                      |                     |

## Treindiensten
De treinen van de BLS worden voor het regionaal personenvervoer in kanton Bern ingezet.

## Foto's

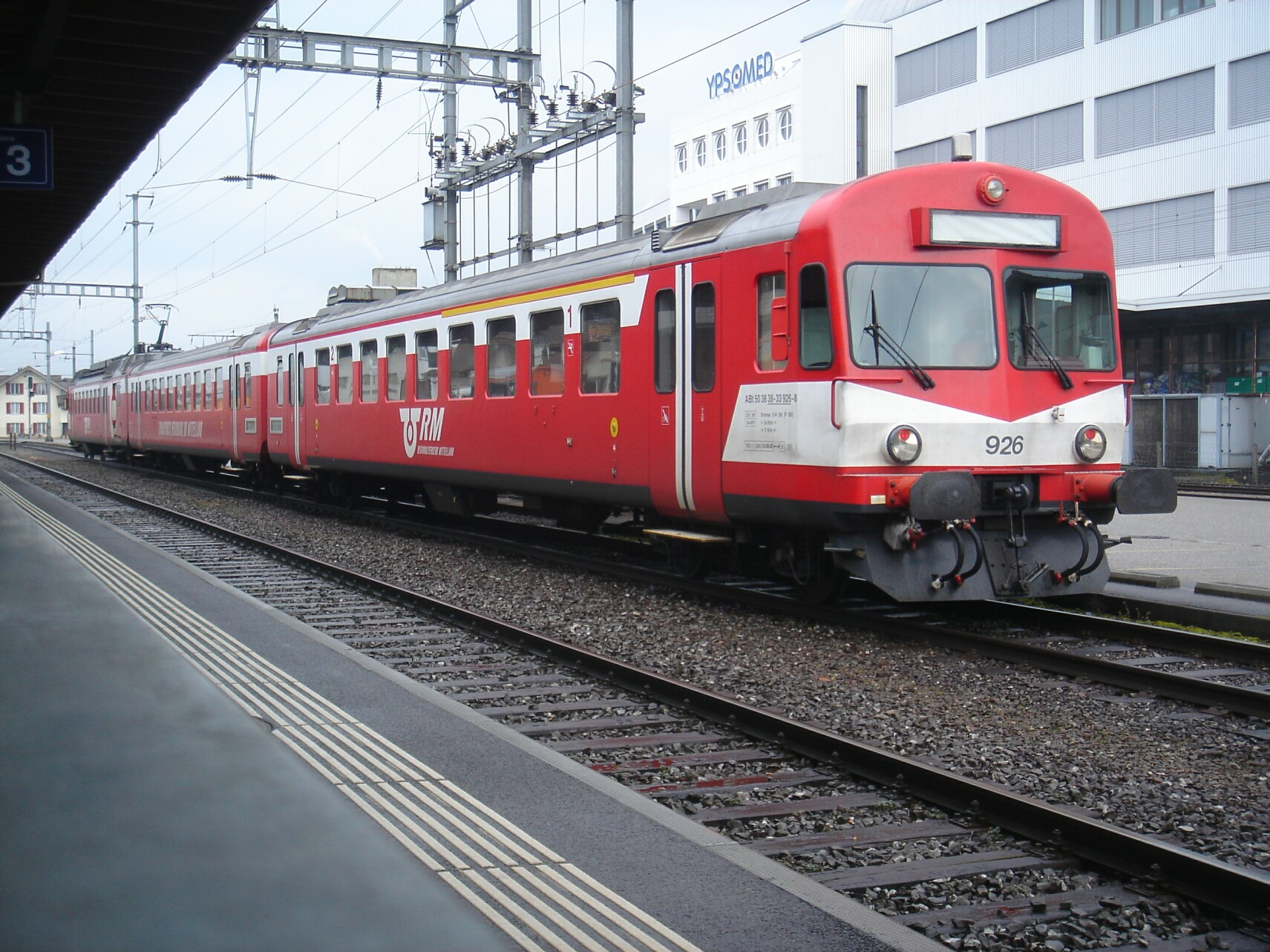
BLS ex RM ABt 926 - B 508 - RBDe 566 226 op 24 februari 2007

de voormalige spoorwegondernemingen Berner Alpenbahngesellschaft (BLS) en Regionalverkehr Mittelland (RM)